# 謝坤山
謝坤山（1958年6月21日—），臺灣臺東人，因高壓電導致他失去雙手以及右小腿，及之後又意外失去右眼的視力，後來成為口足畫家。曾出版自傳《我是謝坤山》並在慈济大爱电视台演出大愛劇場作品《心靈好手》。

## 經歷
謝坤山因家境貧困，國小便輟學當建築工。1974年，謝坤山在工廠工作發生意外；當時，一位同事要他接下從樓上傳來的鐵管，不料鐵管被強達3300伏特的高壓電瞬間吸過去，他因此遭電擊，並隨後截肢。但是，謝坤山最終決定不向挫折投降，同時開始學著用嘴咬筆習畫。 受到高壓電重創後，由於母親的不斷鼓勵，決定不向沮喪悲觀投降，並根據生活需要發明取代雙手的替代工具，在紐倫堡發明展獲得銀牌獎的肯定。
但是，不久之後，根據謝坤山的自傳《我是謝坤山》所述，就學時請妹妹裝訂課本時，右眼意外遭受重擊，因此導致視網膜剝離，在手術失敗兩次後選擇放棄，並從此失明。
1980年，謝坤山師事陳惠蘭和吳炫三，並回到學校完成國中和高中教育；期間，他與林也真相戀並最終結婚成家，生了兩個女兒，並成為臺灣知名的職業口足畫家與演說家。
謝坤山曾出版自傳「一隻腳的價值」，在公視演出生命劇場「謝坤山畫廊」、慈濟大愛電視臺演出大愛劇場「心靈好手」，更應邀至學校、社區中心、各大企業，甚至監獄演講。

## 軼事
- 謝坤山的人生故事曾被選入臺灣高級中學英文教科書中。
- 2003年，《讀者文摘》刊登他的奮鬥故事，使他聞名世界各地。
- 他曾出版自傳《我是謝坤山》，是2003年5月文汇出版社[6]出版的图书。

## 榮譽
- 第34屆全國「十大傑出青年」 (1996年)